# Lepidiota comes
Lepidiota comes är en skalbaggsart som beskrevs av Britton 1978. Lepidiota comes ingår i släktet Lepidiota och familjen Melolonthidae. Inga underarter finns listade i Catalogue of Life.